# Meimoa
Meimoa es una freguesia portuguesa del concelho de Penamacor, con 20,58 km² de superficie y 456 habitantes (2001). Su densidad de población es de 22,2 hab/km².